# Guglielmo Ferrero

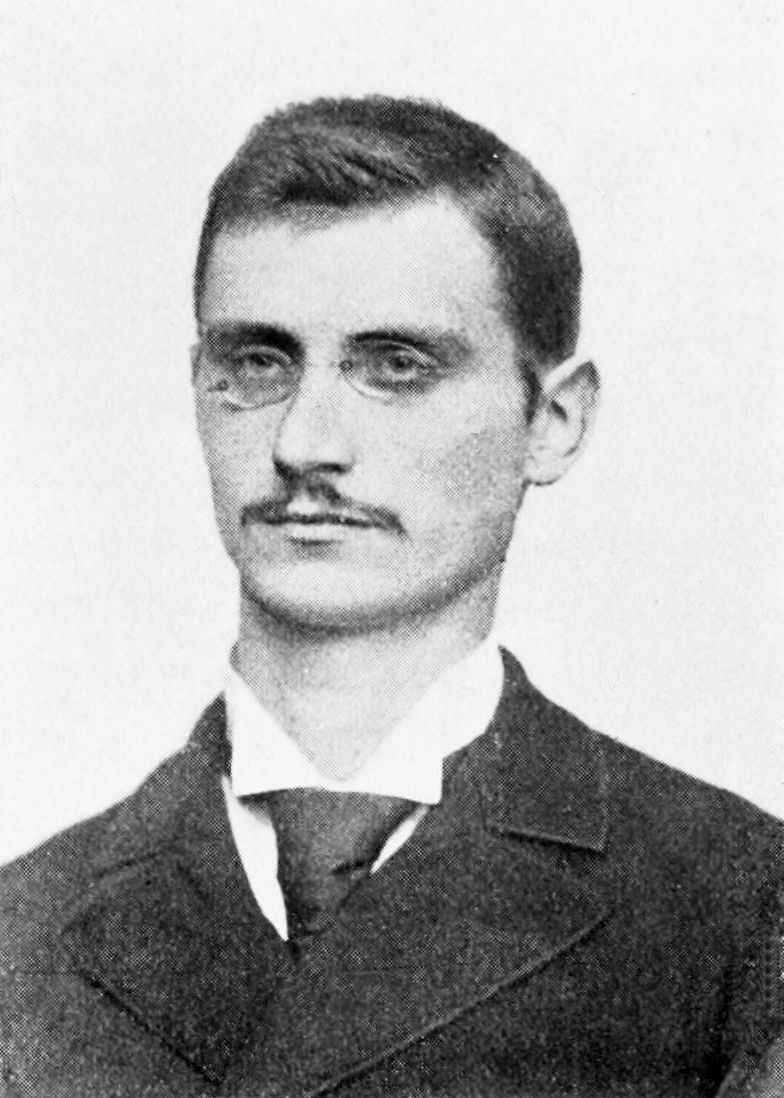
Guglielmo Ferrero (vor 1900)

Guglielmo Ferrero (Aussprache [ɡuʎˈʎɛlmo ferˈrɛːro], geboren 21. Juli 1871 in Portici, Italien; gestorben 3. August 1942 in Le Mont-Pèlerin, Gemeinde Chardonne VD, Schweiz) war ein italienischer Historiker, Soziologe, Journalist und Romanschriftsteller. Er war Autor von Grandezza e decadenza di Roma (5 Bde. 1902–1907; dt. unter dem Titel Größe und Niedergang Roms in 6 Bänden). Ferrero verschrieb sich in seinen Schriften dem Liberalismus.

## Leben und Wirken
Guglielmo Ferrero studierte Jura in Pisa, Bologna und Turin. 1903 heiratete er Gina Lombroso, eine Tochter von Cesare Lombroso, dem Begründer der Kriminologie, mit dem zusammen er La donna delinquente, la prostituta e la donna normale (Die Kriminelle, die Prostituierte und die normale Frau) schrieb. Von 1891 bis 1894 reiste Ferrero ausgiebig in Europa umher, 1897 schrieb er Das junge Europa. Nach dem Studium der Geschichte Roms wandte sich Ferrero dem politischen Essay und Romanen zu (Zwischen zwei Welten 1913, Reden an die Tauben 1925 und Die beiden Wahrheiten 1933–1939) und prägte den Begriff der „Politischen Klasse“. 1908 wurde er von Theodore Roosevelt in das Weiße Haus eingeladen. Er hielt Vorlesungen im Nordosten der USA, die gesammelt und 1909 unter dem Titel Characters and Events of Roman History veröffentlicht wurden.
Als die faschistische Herrschaft der Schwarzhemden liberale Intellektuelle zwang, Italien 1925 zu verlassen, weigerte sich Ferrero und wurde unter Hausarrest gestellt.

„Das Regime verhängte eine strenge Überwachung und ein Ausreiseverbot über ihn; dennoch ließ ihm Mussolini, auch dank einer Intervention von Albert Thomas, dem Direktor des Internat. Arbeitsamts in Genf, im Okt. 1929 einen Pass ausstellen. Ferrero etablierte sich in Genf, wo er 1930 Professor für zeitgenössische Geschichte an der Universität wurde und auch am Institut de hautes études internationales unterrichtete. Sein Haus an der Rue de l’Hôtel-de-Ville wurde zu einem Treffpunkt der Intellektuellen des italienischen Antifaschismus. Seine Gattin Gina war 1936 zusammen mit Ignazio Silone und Egidio Reale Initiantin der Nuove edizioni di Capolago.“

Seine letzten Werke (Abenteuer, Die Rekonstruktion Europas, Macht und Die beiden französischen Revolutionen) widmete er der Französischen Revolution und Napoleon. An dem „Ersten internationalen Schriftstellerkongress zur Verteidigung der Kultur“ in Paris 1935 verlas der Tagungsleiter eine Grußbotschaft Ferreros.
Guglielmo Ferrero starb 1942 in Le Mont-Pèlerin (Gemeinde Chardonne VD) in der Schweiz.

## Werke (Auswahl)
- Größe und Niedergang Roms. Hoffmann, Stuttgart 1908–1910.
  - Bd. 1: Wie Rom Weltreich wurde.
  - Bd. 2: Julius Caesar.
  - Bd. 3: Das Ende des alten Freistaats.
  - Bd. 4: Antonius und Kleopatra.
  - Bd. 5: Der neue Freistaat des Augustus.
  - Bd. 6: Das Weltreich unter Augustus.
- Aventure: Bonaparte en Italie. 1796-1797. Paris: Plon 1936
- Reconstruction. Talleyrand a Vienne 1814-1815 Paris: Plon 1940
- Pouvoir: Les génies invisibles de la cité Brentano’s 1942

## Auszeichnungen und Ehrungen
- 1909: Ehrendoktor der Columbia University
- 1922: Ehrendoktor der Universität Straßburg[3]